# Temporal del Biobío en 2006
El temporal del Biobío de 2006 fue un temporal de fuertes lluvias y vientos que se produjeron entre el 10 de junio y el 23 de agosto del año 2006 con fuertes precipitaciones caídas en las regiones de Coquimbo, Valparaíso, Metropolitana de Santiago, del General Libertador Bernardo O'Higgins, del Maule, del Biobío, de la Araucanía, de Los Ríos, de Los Lagos y Aisén. De magnitud 12 en la escala de Beaufort. Fue calificado como el peor temporal de los últimos 30 años en Chile.

## Antecedentes
Inicialmente, en Chile, se considera como "temporal" a la caída permanente de lluvia sobre tres regiones por más de 5 días, por lo que las primeras precipitaciones cayeron el día 28 de mayo sobre Arauco, en la región del Biobío. Para el 1 de junio, la lluvia ya se encontraba sobre la totalidad de las regiones del Biobío y la Araucanía, y en gran parte de las regiones del Maule y Los Ríos. El 8 de junio, ya se encontraba entre Santiago de Chile y Osorno, para el 9 de junio se encontraba sobre toda la zona afectada, y comenzaron a tomarse medidas de rescate, ayuda, entre otras.

## Damnificados
Durante el temporal quedaron afectadas más de 11 millones de personas, debido a diferentes problemas provocados en las ciudades, de ellas cerca de 1 millón de personas quedaron damnificadas, cerca de 122.000 personas fueron ubicadas en albergues y albergues provisorios, es decir, en escuelas, iglesias, gimnasios, etc, un último reporte informó un total de 3.284 heridos de diversa gravedad por algún hecho debido al temporal. Hubo un saldo de 17 muertos y 5 desaparecidos.
Durante las lluvias fueron captados muchos videos en donde se veía como se destruían casas, se hacían socavones y caían autos a los ríos. Pero el más impactante fue un video en donde se muestra a dos Carabineros, que ayudaron a unas personas atrapadas bajo el Puente Tinguiririca, luchando para llegar a la orilla, el video muestra también que los dos son arrastrados por el río, sólo uno sobrevive.

## Problemas
Las fuertes lluvias afectaron principalmente a las regiones de O'Higgins, Maule, Biobío y Araucanía, muchos poblados de las regiones tuvieron hasta 7 metros de agua, donde la zona agrícola perdió mucho a medida que crecían las inundaciones. Las ciudades afectadas fueron: La Serena-Coquimbo, Ovalle, Illapel, La Ligua, San Felipe, Los Andes, Quillota, Gran Valparaíso, Gran San Antonio, Colina, Santiago de Chile (Puente Alto, San Bernardo, Quilicura, Peñalolén, Maipú), Talagante, Melipilla, Rancagua, Pichilemu, San Fernando (Chile), Curicó, Talca, Linares, Cauquenes, Chillán, Gran Concepción, Los Ángeles, Nacimiento, Lebu, Angol, Gran Temuco, Valdivia, La Unión, Osorno, Puerto Montt, Castro y Chaitén. Todas presentaron cortes de luz, inundaciones, cortes de agua y teléfono, poca señal en teléfonos celulares, múltiples accidentes, caídas de puentes, desprendimientos de tierra, desborde de ríos, canales y esteros, cortes de tránsito, suspensión de clases hospitales colapsados y múltiples denuncias de personas desaparecidas, de las cuales 2 no fueron encontradas.
Los ríos se desbordaron cortando la ruta 5 Panamericana en varios tramos, en la Región del Biobío, la más afectada, las inundaciones dejan aislados los pueblos de San Fabián de Alico, Cachapoal y Santa Juana, y en gran parte de la Región de la Araucanía. Además se paralizaron todos los aeropuertos, puertos, trerminales de buses interurbanos y estaciones de trenes de la zona afectada, además del corte de buses urbanos en Chillán y Temuco.
Cabe destacar que la nieve jugó otro importante rol en este temporal, dejando incomunicados a miles de personas, y cerrando los pasos hacia Argentina, el más destacado, el Paso Los Libertadores. Por otro lado, el frío también provocó otros daños, como el congelamiento del agua en las cañerías, en Aysén.
Debido a las noticias en la televisión, radio, internet y periódicos, el pánico comenzó a surgir en gran parte de las zonas afectadas del temporal. Hubo zonas en donde, literalmente, no había personas en las calles, los supermercados estaban sin productos y muchos eran rellenados 3 veces al día, otras personas abandonaron sus casas que quedaban cerca de los ríos. El caos se hizo parte también de medios de comunicación, como el periódico El Sancarlino de San Carlos, que fue víctima de una broma en donde se le informó que el Río Mapocho de Santiago de Chile se salió de su caue normal y mató a más de 100 personas, la edición no fue detenida a tiempo, al día siguiente el director del diario anunció por radio que se trataba de un error.

## Alertas
La ONEMI, luego de las lluvias, declararon zona de catástrofe en las provincias de Talca, Linares, Ñuble y Biobío.
Cerca de las 04:25 horas (UTC-4) el frente de mal tiempo se traslada hacia Argentina, en donde desaparece cinco días después.
Las provincias de Talca, Linares, Ñuble, Concepción, Arauco y Biobío tuvieron alerta roja. Las provincias de Santiago (zona este), Cordillera, Cachapoal, Colchagua, Cardenal Caro, Curicó, Cauquenes, Malleco y Cautín tuvieron alerta amarilla. Las provincias de San Felipe, Los Andes, Valparaíso, San Antonio, Chacabuco, Melipilla, Talagante, Santiago (Zona oeste), Maipo, Valdivia, La Unión y Osorno tuvieron alerta temprana. Mientras que las provincias de Elqui, Limarí, Choapa, Petorca, Quillota, Isla de Pascua, Llanquihue, Chiloé y Palena presentaron Alerta Verde/Alerta Temprana Preventiva.

## Consecuencias
Debido a los desastres ocurridos en la mayoría de las ciudades de Chile, el gobierno tuvo que formar diferentes equipos que ayudaran a reconstruir las ciudades y pueblos destruidos durante el temporal, también se diseñó un plan para ayudar a los microempresarios afectados por la naturaleza.
También, tras la tragedia, distintos países decidieron ayudar al país, con productos comestibles, ropa, e instrumentos, dinero y materiales para la construcción de hogares, los países que ayudaron fueron:
- Alemania
- Argentina
- Australia
- Bolivia
- Brasil
- Canadá
- Colombia
- Ecuador
- España
- Estados Unidos
- Francia
- Japón
- México
- Nicaragua
- Nueva Zelanda
- Paraguay
- Perú
- Portugal
- Uruguay
- Venezuela[52]